# 蜘蛛女のキス
『蜘蛛女のキス』（くもおんなのキス、原題：El Beso De La Mujer Araña, 英題：Kiss of the Spider Woman）は、アルゼンチンの作家マヌエル・プイグ作の小説。

## 概要
1976年にアルゼンチンで出版されてベストセラーとなり、1979年にアメリカ合衆国で英訳された。ほぼ全編がモリーナとヴァレンティンという二人の登場人物の対話形式で綴られており、途中で「報告」などとして挿入される文章はあるものの、いわゆる「地の文」は存在しない。
後にプイグ自身の手で戯曲化され、1981年にマドリード・マルティン劇場で世界初の初演を迎えた。
1985年にはレナード・シュレイダーの脚色とエクトール・バベンコの監督により映画化され、1990年代にはジョン・カンダーとフレッド・エッブの作詞・作曲によりミュージカル化された。

## あらすじ
舞台は、ブエノスアイレスの刑務所の獄房の一室。
未成年者に対する性的な行為により懲役8年を宣告されたゲイの女装男性のモリーナは、社会主義運動の政治犯として逮捕された青年革命家ヴァレンティンと同室になる。モリーナがかつて見た映画のストーリーを語り始めたことがきっかけで、いつしか二人は互いに心を通わせていく。しかし、実はモリーナは、刑務所長からヴァレンティンのいたゲリラ組織に関する情報を聞き出すよう命じられていた。
ところがヴァレンティンに情愛を抱くようになっていたモリーナは、ゲリラに関する情報を聞き出すことができない。成果のなさに所長は情報を探り出すことをあきらめて、出所したモリーナがヴァレンティンの仲間のゲリラと接触することを期待し、モリーナを仮釈放処分とすることを決める。
そしてモリーナが仮釈放となる前夜、ヴァレンティンはモリーナに自分が所属していたゲリラに伝言を伝えるよう頼む。

## 日本語訳
- 『蜘蛛女のキス』 野谷文昭訳、集英社文庫、1988年10月（改訂新版：2011年）

## 舞台（ストレートプレイ）
モリーナとヴァレンティンの二人芝居。

### 日本版スタッフ&キャスト
| 年        | 演出                                  | モリーナ     | ヴァレンティン | 翻訳     | 備考               |
| --------- | ------------------------------------- | ------------ | -------------- | -------- | ------------------ |
| 1991      | ロバート・アラン・アッカーマン        | 村井国夫     | 岡本健一       | 吉田美枝 | 初演、松竹株式会社 |
| 1992      | ロバート・アラン・アッカーマン        | 村井国夫     | 岡本健一       | 吉田美枝 | 再演、松竹株式会社 |
| 2000-2001 | ロバート・アラン・アッカーマン        | 山本亨       | 高橋和也       | 吉田美枝 | tpt34              |
| 2002      | ロバート・アラン・アッカーマン/薛珠麗 | 山本亨       | 北村有起哉     | 吉田美枝 | tpt40              |
| 2005      | 松本祐子                              | 今村ねずみ   | 山口馬木也     | 常田景子 |                    |
| 2017      | 鈴木裕美                              | 渡辺いっけい | 大倉忠義       | 吉田美枝 |                    |

## ミュージカル
- 脚本：テレンス・マクナリー
- 作詞・作曲：ジョン・カンダー&フレッド・エッブ

1990年の非公開上演後、1991年10月にロンドンのシャフツベリー劇場で改訂初演される。1993年にはブロードウェイに進出してトニー賞を受賞するなど話題をさらい、日本でも人気演目となっている。
原作や映画版とは異なり、蜘蛛女が主人公に設定されているのが特徴的である。

### ナンバー
第1幕
- M1：Opening（蜘蛛女）
- M2：Aurora（オーロラ）
- M3：塀の外1（アンサンブル）
- M4：Bluebloods 貴族の血（モリーナ）
- M5：飾り付け/引くぞライン（モリーナ/ヴァレンティン）
- M6：Dear One（モリーナ、ヴァレンティン、モリーナの母、マルタ）
- M7：塀の外2（アンサンブル）
- M8：Where You Are（オーロラ）
- M9 ：塀の外3＜マルタ＞ （ヴァレンティン）
- M10：尋問の場（蜘蛛女）
- M10a：聖なるイエス（アンサンブル）
- M11：起こそう奇跡（オーロラ、マルタ）
- M12：ガブリエルの手紙/最初の女（ガブリエル、ヴァレンティン）
- M13a,b：モルヒネ・タンゴ1,2（アンサンブル）
- M13b：恥じたりしない（モリーナの母）
- M13c：モリーナと蜘蛛女（蜘蛛女、モリーナ）
- M14：彼女は女（モリーナ）
- M15：Let's Make Love（オーロラ）

第2幕
- M16：いい時代が（オーロラ）
- M17：その次の日（ヴァレンティン）
- M18：ママ、ぼくよ（モリーナ）
- M19：彼のためなら（蜘蛛女、モリーナ、ヴァレンティン）
- M20：蜘蛛女のキス（蜘蛛女）
- M21：塀の外4＜ラッキーモリーナ＞ （刑務所長）
- M22：映画でだけ （モリーナ、全員）

### 日本版スタッフ&キャスト
| 年   | 演出               | 訳詞     | 蜘蛛女/オーロラ | モリーナ | ヴァレンティン    | 刑務所長 | モリーナの母 | マルタ     | 劇場                |
| ---- | ------------------ | -------- | --------------- | -------- | ----------------- | -------- | ------------ | ---------- | ------------------- |
| 1996 | ハロルド・プリンス | 岩谷時子 | 麻実れい        | 市村正親 | 宮川浩            | 高品剛   | 大方斐紗子   | 大浦みずき | アートスフィア ほか |
| 1998 | ハロルド・プリンス | 岩谷時子 | 麻実れい        | 市村正親 | 宮川浩            | 高品剛   | 大方斐紗子   | 麻生かほ里 | 青山劇場 ほか       |
| 2007 | 荻田浩一           | 荻田浩一 | 朝海ひかる      | 石井一孝 | 浦井健治          | 藤本隆宏 | 初風諄       | 朝澄けい   | 東京芸術劇場 ほか   |
| 2010 | 荻田浩一           | 荻田浩一 | 金志賢          | 石井一孝 | 浦井健治          | 今井朋彦 | 初風諄       | 朝澄けい   | 東京芸術劇場 ほか   |
| 2021 | 日澤雄介           | 高橋亜子 | 安蘭けい        | 石丸幹二 | 相葉裕樹 村井良大 | 鶴見辰吾 | 香寿たつき   | 小南満佑子 | 東京芸術劇場 ほか   |